# Jonas Danielsen
Jonas Danielsen (* 14. Dezember 1948 in Ittoqqortoormiit) ist ein grönländischer Politiker (Siumut).

## Leben
Jonas Danielsen wurde im Laden ausgebildet. Er wurde 1979 zum Bürgermeister der Gemeinde Ittoqqortoormiit gewählt und 1983 wiedergewählt. Nachdem er 1979, 1983 und 1984 als Stellvertreter von Aage Hammeken bei der Parlamentswahl angetreten war, kandidierte er nach dessen Tod selbst und wurde 1987 ins Inatsisartut gewählt. Bereits im Jahr darauf zog er sich aus der Politik zurück und überließ seinen Sitz an Aage Hammekens Witwe Ane Sofie Hammeken.